# Flagelloscypha merxmuelleri
Flagelloscypha merxmuelleri är en svampart som beskrevs av Agerer & Schmid-Heckel 1986. Flagelloscypha merxmuelleri ingår i släktet Flagelloscypha och familjen Niaceae.   Inga underarter finns listade i Catalogue of Life.